# Narciso Heredia y Begines de los Ríos

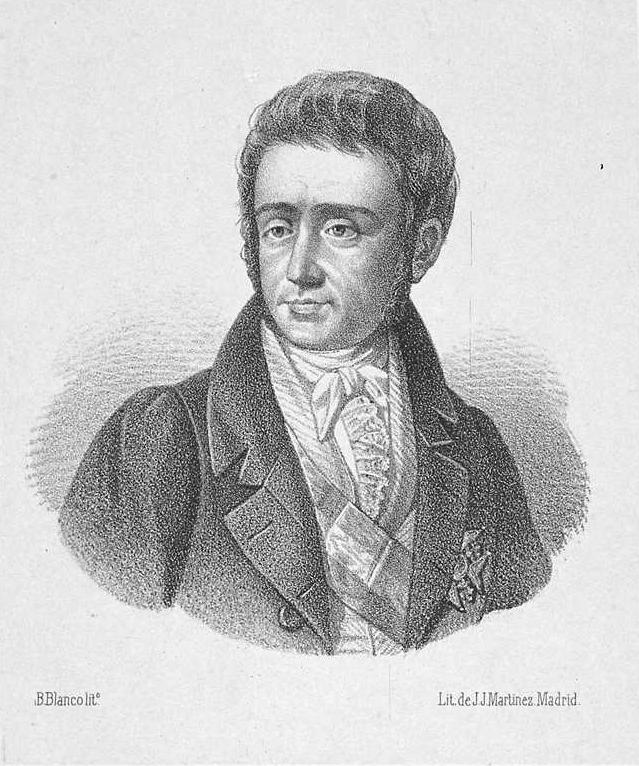
Narciso Heredia y Begines de los Ríos.

Narciso Heredia y Begines de los Ríos, graaf van Ofalia, markgraaf van  Heredia (Gines, 11 september 1775 - Madrid, 1847) was een Spaans diplomaat, politicus en eerste minister. 

## Levensloop

### Heerschappij vanJozef Bonaparte
Heredia begon zijn beroepsloopbaan als diplomaat als secretaris van de Spaanse ambassade in de Verenigde Staten. Later was hij de bestuursambtenaar van Jozef Bonaparte, die tijdens de Spaanse Onafhankelijkheidsoorlog koning was. In december 1813 verloor Jozef Bonaparte zijn troon en Heredia trok zich terug in Andalusië.

### Het absolutisme onder Ferdinand VII
Van 1814 tot 1820 was Spanje onder de terugkeerde koning Ferdinand VII absolutistisch en van 1820 tot 1823 vond er een liberale revolutie plaats. In 1823 werd deze revolutie door Franse troepen beëindigd en werd Spanje opnieuw absolutistisch. Toen keerde hij terug in de politiek en van 2 december 1823 tot 18 januari 1824 was hij minister van Justitie en Genadeverzoeken.
Vanaf 25 december 1823 was hij ook ad interim minister van Buitenlandse Zaken ter vervanging van Carlos Martínez de Irujo y Tacón, die secretaris ging worden van de ambassade in de Verenigde Staten. Op 17 januari 1824 overleed die echter plots en hierdoor werd Heredia definitief minister van Buitenlandse Zaken. Op 11 juli 1824 werd hij afgezet nadat hij een hervormingspolitiek wou voeren.
In 1827 werd hij ambassadeur in Londen en kreeg de taak om via diplomatieke contacten de controle van de Spaanse kolonies terug te winnen en tegelijkertijd een verbond te sluiten. Vervolgens werd hij ambassadeur in Parijs en maakte daar de Julirevolutie en de machtsovername door koning Louis Philippe mee. Spanje was het eerste land die de nieuwe Franse koning erkende en ondersteunden hiermee onrechtstreeks het liberalisme.

### Premier en laatste levensjaren
Op 28 december 1832 keerde hij terug naar Spanje om minister van Infrastructuur te worden en bleef dit tot op 29 september 1833. In 1834 werd hij de vertegenwoordiger van koningin Isabella II en in 1837 werd hij in deze functie benoemd tot senator. Hij bleef dit tot aan zijn dood.
Op 16 december 1837 werd hij benoemd tot premier van Spanje en minister van Buitenlandse Zaken en kreeg in deze functie de taak om via diplomatieke onderhandelingen een buitenlandse interventie in de Eerste Carlistenoorlog te verkrijgen.
Als eerste minister hield hij zich niet genoeg bezig met de binnenlandse politiek en toen er in 1838 een opstand uitbrak in Cádiz werd hij op 6 september 1838 gedwongen om zijn premierschap terug te geven. Nadien was hij enkel senator meer en trok hij zich voor het grootste deel uit de politiek terug.
- Biblioteca Nacional de España: XX1272570
- Catàleg d'autoritats de noms i títols de Catalunya: 981058614841706706
- Gemeinsame Normdatei: 1057529494
- International Standard Name Identifier: 0000 0000 6134 2064
- Virtual International Authority File: 87037961
- WorldCat: E39PBJvXjx74VWwFG98CBH7yh3